# Sidi Uld Tah
Sidi Uld Tah (1964) es un economista y político de Mauritania.
Doctorado en Ciencias Económicas por la Universidad de Niza Sophia Antipolis , comenzó su actividad en 1986 ocupando diversos puestos en la Comisión de Seguridad Alimentaria, la ciudad de Nuakchot y la Autoridad Portuaria de la capital, hasta 1996, en el que fue nombrado analista financiero de la Agencia para la Inversión y Desarrollo Agrícola en Jartum (Sudán). Después, en 1999, se incorporó al Banco Islámico de Desarrollo en Arabia Saudita, donde permaneció hasta 2006. Este año se hizo cargo de tareas como adjunto a la presidencia de Mauritania, en 2007 como asesor del primer ministro y, en julio de 2008, ministro de Economía y Hacienda en el gobierno de Yahya Ould Ahmed Waghf, hasta que con el golpe de Estado de principios de agosto de dicho año, renunció al cargo junto a otros altos responsables como protesta por la sublevación militar y en defensa del depùesto Presidente Sidi Ould Cheikh Abdallahi. Sin embargo, en el gobierno formado tras el golpe por el Alto Consejo de Estado (junta militar), volvió a ser nombrado Ministro, en esta ocasión de Economía y Desarrollo.